# Pierrefiche (Lozère)
 Pierrefiche  es una población y comuna francesa, situada en la región de Languedoc-Rosellón, departamento de Lozère, en el distrito de Mende y cantón de Châteauneuf-de-Randon.

## Demografía
| 360 | 240 | 526 | 377 | 379 | 438 | 421 | 375 | 464 | 480 | 450 | 452 | 483 | 464 | 477 | 523 | 517 | 519 | 518 | 520 | 506 | 350 | 362 | 392 | 267 | 209 | 220 | 134 | 156 | 147 | 123 | 153 |
| Para los censos de 1962 a 1999 la población legal corresponde a la población sin duplicidades (Fuente: INSEE [Consultar]) |     |     |     |     |     |     |     |     |     |     |     |     |     |     |     |     |     |     |     |     |     |     |     |     |     |     |     |     |     |     |     |